# شاو والاس
شاو والاس (انگلیسی: Shaw Wallace) شرکت نوشیدنی هندی است، که در سال ۱۸۸۶ تأسیس شد.